# Le Châtelet-en-Brie
Pour les articles homonymes, voir Châtelet.
Le Châtelet-en-Brie est une commune française située dans le département de Seine-et-Marne en région Île-de-France.

## Géographie

### Localisation
Située entre Melun (11 km) et Montereau-Fault-Yonne (19 km), la ville est aussi à moins de 5 km de la forêt de Fontainebleau.

### Communes limitrophes
| Sivry-Courtry    |                  | La Chapelle-Gauthier |
|                  | Châtelet-en-Brie | Les Écrennes         |
| Fontaine-le-Port | Féricy, Machault | Pamfou               |

### Géologie et relief
La commune est classée en zone de sismicité 1, correspondant à une sismicité très faible. L'altitude varie de 57 mètres à 113 mètres pour le point le plus haut , le centre du bourg se situant à environ 89 mètres d'altitude (mairie).

### Hydrographie
Le système hydrographique de la commune se compose de six cours d'eau référencés :
- le ru de Chaumont, 14,74 km[3], et ;
- le ru du Châtelet, long de 10,86 km[4], affluents de la Seine ;
  - le ruisseau des Grands Champs, 9,20 km[5], affluent du Châtelet ;
  - le ru Guénin[6], 5,39 km[7], qui conflue avec le ru du Chatelet ;
- le fossé 01 du château des Dames, canal de 2,70 km[8];
- le canal 01 de la Coudre[6], 1,58 km[9].

La longueur linéaire globale des cours d'eau sur la commune est de 17,27 km.

### Climat
Pour des articles plus généraux, voir Climat de l'Île-de-France et Climat de Seine-et-Marne.
En 2010, le climat de la commune est de type climat océanique dégradé des plaines du Centre et du Nord, selon une étude du CNRS s'appuyant sur une série de données couvrant la période 1971-2000. En 2020, Météo-France publie une typologie des climats de la France métropolitaine dans laquelle la commune est exposée à un climat océanique altéré et est dans la région climatique Nord-est du bassin Parisien, caractérisée par un ensoleillement médiocre, une pluviométrie moyenne régulièrement répartie au cours de l’année et un hiver froid (3 °C).
Pour la période 1971-2000, la température annuelle moyenne est de 11,2 °C, avec une amplitude thermique annuelle de 15,5 °C. Le cumul annuel moyen de précipitations est de 723 mm, avec 11,2 jours de précipitations en janvier et 7,7 jours en juillet. Pour la période 1991-2020, la température moyenne annuelle observée sur la station météorologique la plus proche, située sur la commune de Fontainebleau à 12 km à vol d'oiseau, est de 11,1 °C et le cumul annuel moyen de précipitations est de 740,1 mm,. Pour l'avenir, les paramètres climatiques de la commune estimés pour 2050 selon différents scénarios d'émission de gaz à effet de serre sont consultables sur un site dédié publié par Météo-France en novembre 2022.

### Milieux naturels et biodiversité

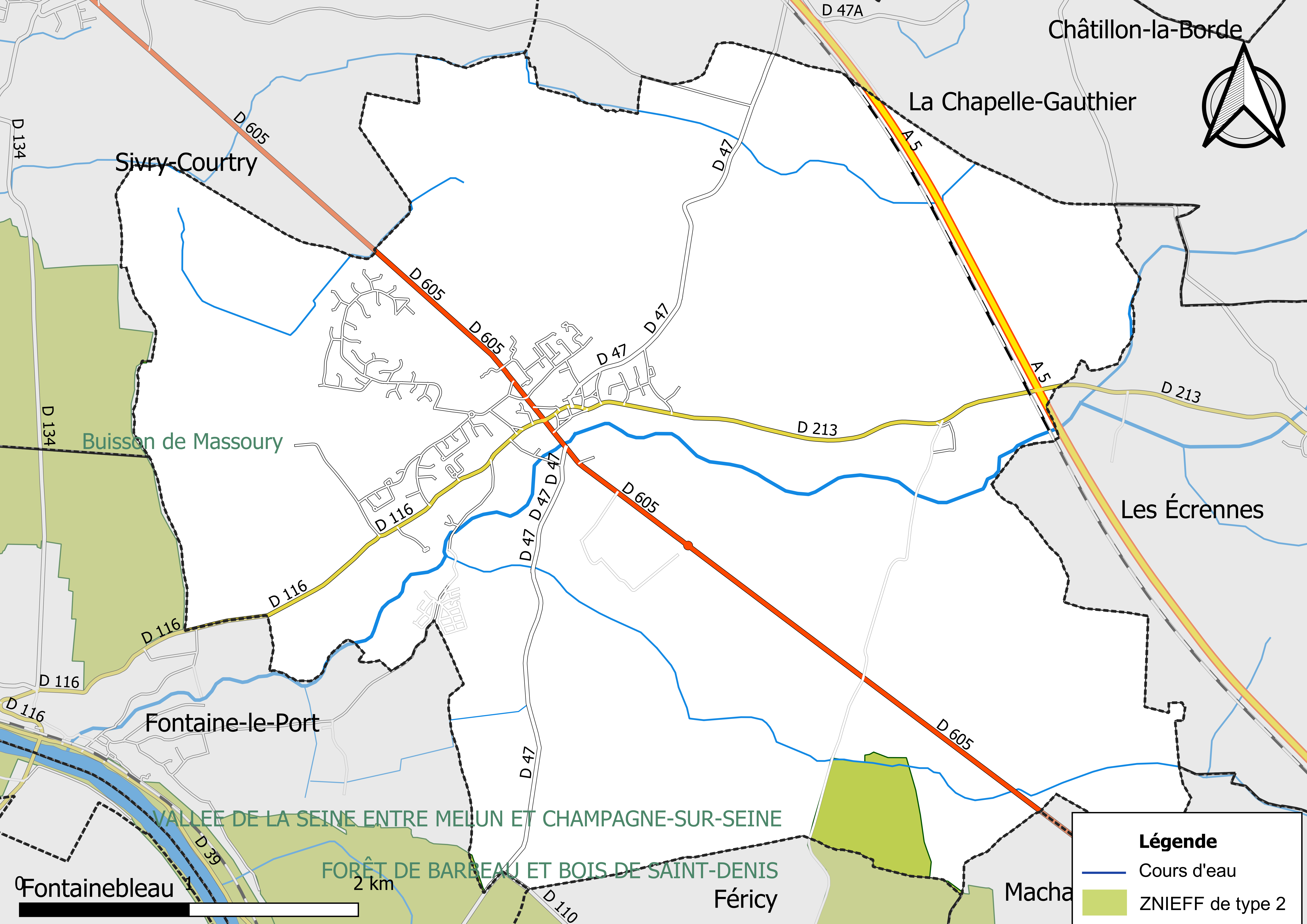
Carte des ZNIEFF de type 2 localisées sur la commune.

L’inventaire des zones naturelles d'intérêt écologique, faunistique et floristique (ZNIEFF) a pour objectif de réaliser une couverture des zones les plus intéressantes sur le plan écologique, essentiellement dans la perspective d’améliorer la connaissance du patrimoine naturel national et de fournir aux différents décideurs un outil d’aide à la prise en compte de l’environnement dans l’aménagement du territoire.
Le territoire communal du Châtelet-en-Brie comprend un ZNIEFF de type 2,, 
les « Forêt de Barbeau et bois de Saint-Denis » (814,38 ha), couvrant 5 communes du département.

### Voies de communication et transports

#### Voies de communication
Le village est situé sur la D605 entre Melun et Montereau-Fault-Yonne.

#### Transports
La commune est desservie par les lignes  : 
- réseau de bus Fontainebleau - Moret :
  - No 41 (Melun – Montereau-Fault-Yonne) ;
  - No 42 (Le Chatelet-en-Brie – Champagne-sur-Seine ) ;
  - No 43 (Sivry-Courtry – Fontainebleau) ;
  - No 44 (Le Chatelet-en-Brie - Bois-le-Roi) ;
  - No 45 (Chartrettes – Fontainebleau).
- réseau de bus Pays de Montereau :
- No 46 (Montereau-Fault-Yonne – Melun).

## Urbanisme

### Typologie
Au 1er janvier 2024, Le Châtelet-en-Brie est catégorisée bourg rural, selon la nouvelle grille communale de densité à sept niveaux définie par l'Insee en 2022.
Elle appartient à l'unité urbaine de Le Châtelet-en-Brie, une unité urbaine monocommunale constituant une ville isolée,. Par ailleurs la commune fait partie de l'aire d'attraction de Paris, dont elle est une commune de la couronne,. Cette aire regroupe 1 929 communes,.

### Lieux-dits et écarts
La commune compte 117 lieux-dits administratifs répertoriés consultables ici dont le Traveteau, Saveteux, la Gatellerie.

### Occupation des sols simplifiée
Le territoire de la commune se compose en 2017 de 88,19  % d'espaces agricoles, forestiers et naturels, 3,74    % d'espaces ouverts artificialisés et 8,07 % d'espaces construits artificialisés.

### Logement
En 2017, le nombre total de logements dans la commune était de 1 987 dont 82,9 % de maisons (maisons de ville, corps de ferme, pavillons, etc.) et 15,2 % d'appartements.
Parmi ces logements, 90,3 % étaient des résidences principales, 3 % des résidences secondaires et 6,7 % des logements vacants.
La part des ménages fiscaux propriétaires de leur résidence principale s'élevait à 77,2 % contre 20,2 % de locataires dont, 7,2 % de logements HLM loués vides (logements sociaux) et, 2,6 % logés gratuitement.

## Toponymie
Le nom de la localité est mentionné sous les formes Castellarium en 1115 ; Prepositus de Castellari vers 1154 ; Castellerium en 1180 ; Chastelé en 1209 ; Chastelier en 1210 ; Ballivia de Castellerio en 1227 ; Castelletum en 1232 ; Castellare juxta Meledunum en 1244 ; De Castelleyo en 1308 ; Le Chastellé en Brie en 1365 ; Le Chastelé en Brie en 1384 ; La parroisse de Chastellé en Brie ou bailliage de Meleun en 1385 ; Chastellé en 1469 ; Le Chastellé en 1634 ; Le Castelet en Brie en 1784 ; Le Chatelet en 1793, Le Châtelet-en-Brie au XXe siècle.
Du latin castellum, « château » et le suffixe diminutif -et.

En Brie, région naturelle française située à l’est de Paris.

## Histoire

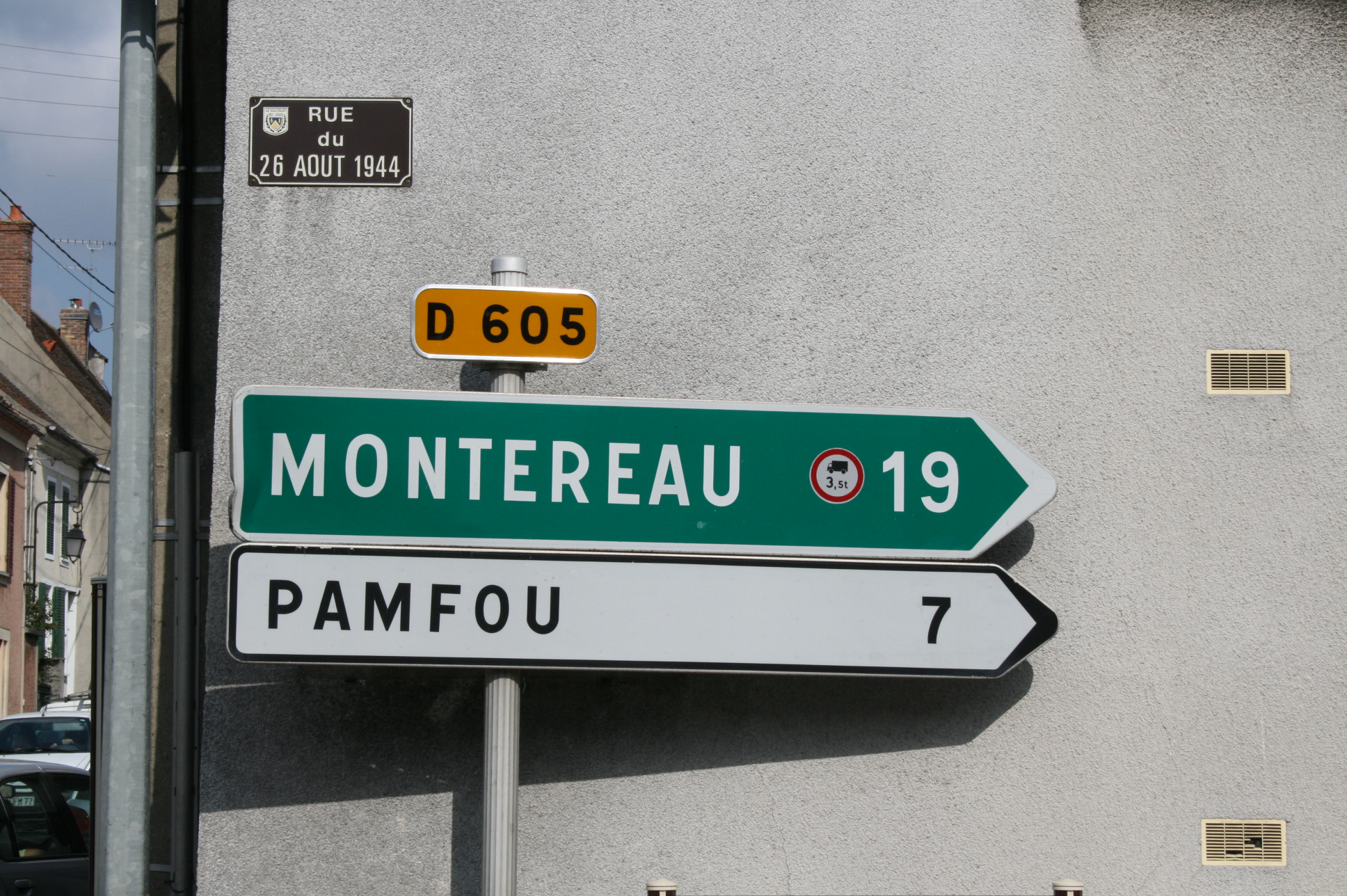
Rue du 26-Août-1944.

Le Châtelet-en-Brie tient son nom du castelletum, ce poste militaire que les Romains établirent à mi-chemin de Condate (Montereau) et de Melodunum (Melun). Et très vraisemblablement, en arrivant sur le site, ils trouvèrent, bâties sur la colline autour de la source sacrée aujourd’hui devenue la fontaine Sainte-Reine, les huttes de quelques Gaulois chasseurs, bergers et, déjà paysans.
Le village connut ensuite le sort peu enviable des bourgades placées sur les grands chemins d’invasion. L’établissement des Francs, au Ve siècle, n’apporta pas d’amélioration à la vie quotidienne d’une population parvenant difficilement à assurer sa subsistance et quasiment privée de tout droit.
Malgré le joug féodal, les XIIe et XIIIe siècles furent une période de relative prospérité, la disparition du servage ayant permis à des paysans de s’installer sur les terres les plus arides des domaines seigneuriaux ou ecclésiaux.
Avec la guerre de Cent ans, les guerres de religion et les troubles de la Ligue, les siècles suivants apportèrent calamités et pillages, contraignant les maîtres des lieux et les habitants à renforcer leurs défenses : ils durent ainsi subir, dans la terreur, en 1358, le passage des troupes de Charles le Mauvais, roi de Navarre, et de ses alliés les Anglais ; en 1420, ce fut la ruée des armées de Henri V d’Angleterre et de son allié Philippe, duc de Bourgogne ; en 1590, c’est Henri IV, venu de son Béarn, qui traversait Le Châtelet pour aller s’emparer de Melun.
Il y eut aussi des visites plus plaisantes : ainsi, le 24 octobre 1284, celle du futur roi Philippe IV le Bel qui fit escale dans le village. C’est ce même roi qui, après avoir fondé à Poissy le monastère de Saint-Louis pour y accueillir des religieuses dominicaines, leur accorda, en 1314, le droit de justice et certains droits féodaux sur la paroisse du Châtelet et de ses environs, depuis les Écrennes jusqu’à Héricy.
En 1384, ces Dames de Poissy acquirent la seigneurie du Châtelet et la maison fortifiée que l’on commença à appeler le « château des Dames. » Ce château, plusieurs fois reconstruit ou aménagé, est aujourd’hui propriété communale.
La Révolution mit fin aux droits et privilèges des religieuses de Poissy. Les habitants du Châtelet firent connaître leurs doléances avec un bel espoir de changement. Ils plantèrent leur arbre de la liberté, manifestèrent pour défendre leur liberté de culte et vécurent, sans heurts excessifs, cette période agitée.
Sous l’Empire, les Châtelains eurent plusieurs occasions d’accueillir Napoléon Ier sur le chemin de la chasse ; en 1809, ils acclamèrent les glorieux soldats de Suchet en route vers l’Espagne ; en 1814, ils retrouvèrent ces mêmes troupes, rappelées cette fois pour stopper l’invasion des Wurtembourgeois et des Russes et ils prêtèrent main-forte au général Pajol qui parvint à stopper l’avance ennemie à Montereau. Mais ce ne fut que provisoire. La Commune fut alors pour quatre ans, soumise à l’occupation et au pillage.
Elle connut encore les malheurs de la guerre : en 1870, un groupe de francs-tireurs châtelains s’opposa à l’avance des Prussiens, perdant trois des siens. Le monument élevé en 1919, après la Grande Guerre, porte les noms de 52 disparus ; on en ajouta 9 après la tragédie de 1940-45.
La population du Châtelet fut, évidemment, très touchée par les guerres, les épidémies ou les hivers trop rigoureux comme celui de 1709 qui fit 96 morts ; elle se maintint pourtant, pendant plusieurs siècles, proche du millier d’habitants.
En 1850, la commune manqua l’occasion d’un essor économique et démographique en refusant le passage du train sur son territoire. Mais un siècle plus tard le développement de l’habitat pavillonnaire en Ile-de-France et le développement du réseau routier et autoroutier transformèrent le petit village agricole en une bourgade de près de quatre mille cinq cents habitants bien décidés à écrire leur propre page d'histoire …
- Le Châtelet-en-Brie est libéré de l'occupation allemande par l'armée américaine le 26 août 1944. Le nom de la « rue du 26-Août-1944 » conserve la mémoire de cet évènement.

## Politique et administration

### Liste des maires
| Période                                  | Période              | Identité                         | Étiquette         | Qualité |
| ---------------------------------------- | -------------------- | -------------------------------- | ----------------- | --- |
| Les données manquantes sont à compléter. |                      |                                  |                   | |
| 1791                                     |                      | Coudou                           |                   | |
| ....                                     |                      | Lependry Jean-Jacques            |                   | |
| 1792                                     |                      | Place François                   |                   | |
| 1793 An II                               |                      | Marsault Simon                   |                   | |
| 1794 An III                              |                      | Dufestel                         |                   | |
| 1799 An VIII                             |                      | Carnot                           |                   | |
| 1808                                     |                      | Dallee Pierre                    |                   | |
| 1814                                     |                      | Montagne François                |                   | |
| 1815                                     |                      | Tournade Jean-Charles (26 mai)   |                   | |
| ....                                     |                      | Dallée Pierre (30 juillet)       |                   | |
| 1817                                     |                      | Tournade Jean-Charles            |                   | |
| 1825                                     |                      | Alloïnd Bessand Jean-François    |                   | |
| 1844                                     |                      | Leloutre Adrien                  |                   | |
| 1848                                     |                      | Popu Claude                      |                   | |
| 1849                                     | 1849                 | Fauché Jean Abdon                |                   | |
| 1849                                     |                      | Fleurent Nicolas                 |                   | |
| 1852                                     |                      | Thierry Louis Claude             |                   | |
| ....                                     |                      | Dubois Jean Augustin             |                   | |
| 1865                                     |                      | Lajoie Pierre Félix              |                   | |
| 1869                                     |                      | Mathe Pierre Julien              |                   | Faisant fonction de maire |
| ....                                     |                      | Chapelot Pierre Étienne          |                   | |
| 1870                                     | 1874                 | Jean-Auguste Lamoureux           |                   | |
| 1874                                     | 1878                 | Jean Augustin Dubois             |                   | |
| 1878                                     | 1888                 | Paul Odenot                      |                   | |
| 1888                                     | 1890                 | Julien Alfred Drigny             |                   | |
| 1890                                     | 1904                 | Célestine Chaillot               |                   | |
| 1904                                     | 1906                 | Georges Ernest Granger           |                   | |
| 1906                                     | 1919                 | Émile Foiret                     |                   | |
| 1919                                     | mai 1929             | Auguste Vilpelle                 |                   | |
| mai 1929                                 | mars 1971            | Pierre Brun                      | Rad.Ind. puis UDR | Exploitant forestier et directeur de journal Sénateur de Seine-et-Marne (1968 → 1976) Conseiller général du Châtelet-en-Brie (1945 → 1976) Président du conseil général (1953 → 1958) |
| mars 1971                                | 1979                 | Richard Brun Fils de Pierre Brun |                   | Maire honoraire |
| 1979                                     | février 2003 (décès) | Michel Dionnet (1946-2003)       | DVG               | |
| mars 2003                                | 25 mai 2020          | Alain Mazard                     | DVD               | Comptable retraité Adjoint au maire (1977 → 2003) |
| 25 mai 2020                              | En cours             | Patricia Torcol                  | DVD               | Responsable de service retraitée, ancienne adjointe au maire 4e vice-présidente de la CC Brie des Rivières et Châteaux (2020 → )                                                      |

## Population et société

### Démographie
L'évolution du nombre d'habitants est connue à travers les recensements de la population effectués dans la commune depuis 1793. Pour les communes de moins de 10 000 habitants, une enquête de recensement portant sur toute la population est réalisée tous les cinq ans, les populations de référence des années intermédiaires étant quant à elles estimées par interpolation ou extrapolation. Pour la commune, le premier recensement exhaustif entrant dans le cadre du nouveau dispositif a été réalisé en 2005.

En 2022, la commune comptait 4 231 habitants, en évolution de −5,05 % par rapport à 2016 (Seine-et-Marne : +3,92 %, France hors Mayotte : +2,11 %).
| 1793  | 1800  | 1806  | 1821  | 1831  | 1836  | 1841  | 1846  | 1851  |
| ----- | ----- | ----- | ----- | ----- | ----- | ----- | ----- | ----- |
| 1 041 | 1 010 | 1 039 | 1 056 | 1 006 | 1 113 | 1 115 | 1 137 | 1 105 |

| 1856  | 1861  | 1866  | 1872 | 1876 | 1881 | 1886 | 1891 | 1896 |
| ----- | ----- | ----- | ---- | ---- | ---- | ---- | ---- | ---- |
| 1 023 | 1 021 | 1 006 | 987  | 968  | 905  | 915  | 928  | 938  |

| 1901 | 1906 | 1911 | 1921 | 1926 | 1931 | 1936 | 1946  | 1954  |
| ---- | ---- | ---- | ---- | ---- | ---- | ---- | ----- | ----- |
| 906  | 930  | 953  | 924  | 933  | 991  | 943  | 1 022 | 1 051 |

| 1962  | 1968  | 1975  | 1982  | 1990  | 1999  | 2005  | 2006  | 2010  |
| ----- | ----- | ----- | ----- | ----- | ----- | ----- | ----- | ----- |
| 1 170 | 1 208 | 2 193 | 3 724 | 3 980 | 4 532 | 4 473 | 4 440 | 4 416 |

| 2015  | 2020  | 2022  | - | - | - | - | - | - |
| ----- | ----- | ----- | - | - | - | - | - | - |
| 4 455 | 4 282 | 4 231 | - | - | - | - | - | - |

## Économie

### Revenus de la population et fiscalité
En 2017, le nombre de ménages fiscaux de la commune était de 1 724 (dont 68 % imposés), représentant 4 348 personnes et la  médiane du revenu disponible par unité de consommation  de 24 940 euros.

### Emploi
En 2017 , le nombre total d’emplois dans la zone était de 1 450, occupant 2 029 actifs  résidants.
Le taux d'activité de la population (actifs ayant un emploi) âgée de 15 à 64 ans s'élevait à 69,4 % contre un taux de chômage de 7,5 %.
Les 23,1 % d’inactifs se répartissent de la façon suivante : 9,5 % d’étudiants et stagiaires non rémunérés, 8,5 % de retraités ou préretraités et 5,2 % pour les autres inactifs.

### Entreprises et commerces
En 2015, le nombre d'établissements actifs était de 338 dont 15 dans l'agriculture-sylviculture-pêche, 23 dans l’industrie, 47 dans la construction, 198 dans le commerce-transports-services divers et 55  étaient relatifs au secteur administratif.
Ces établissements ont pourvu 1 078 postes salariés.

## Culture locale et patrimoine

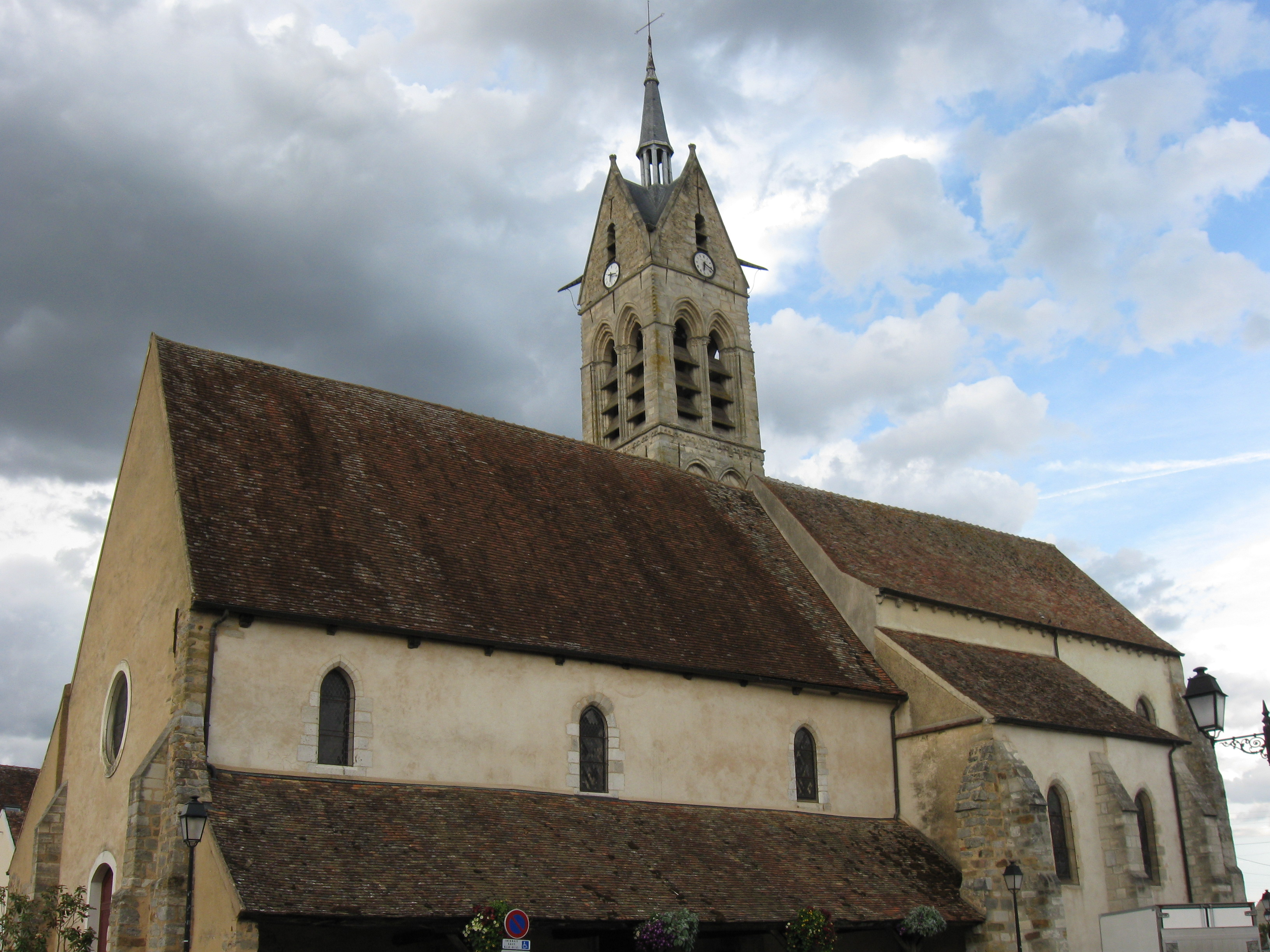
L'église Sainte-Marie-Madeleine.

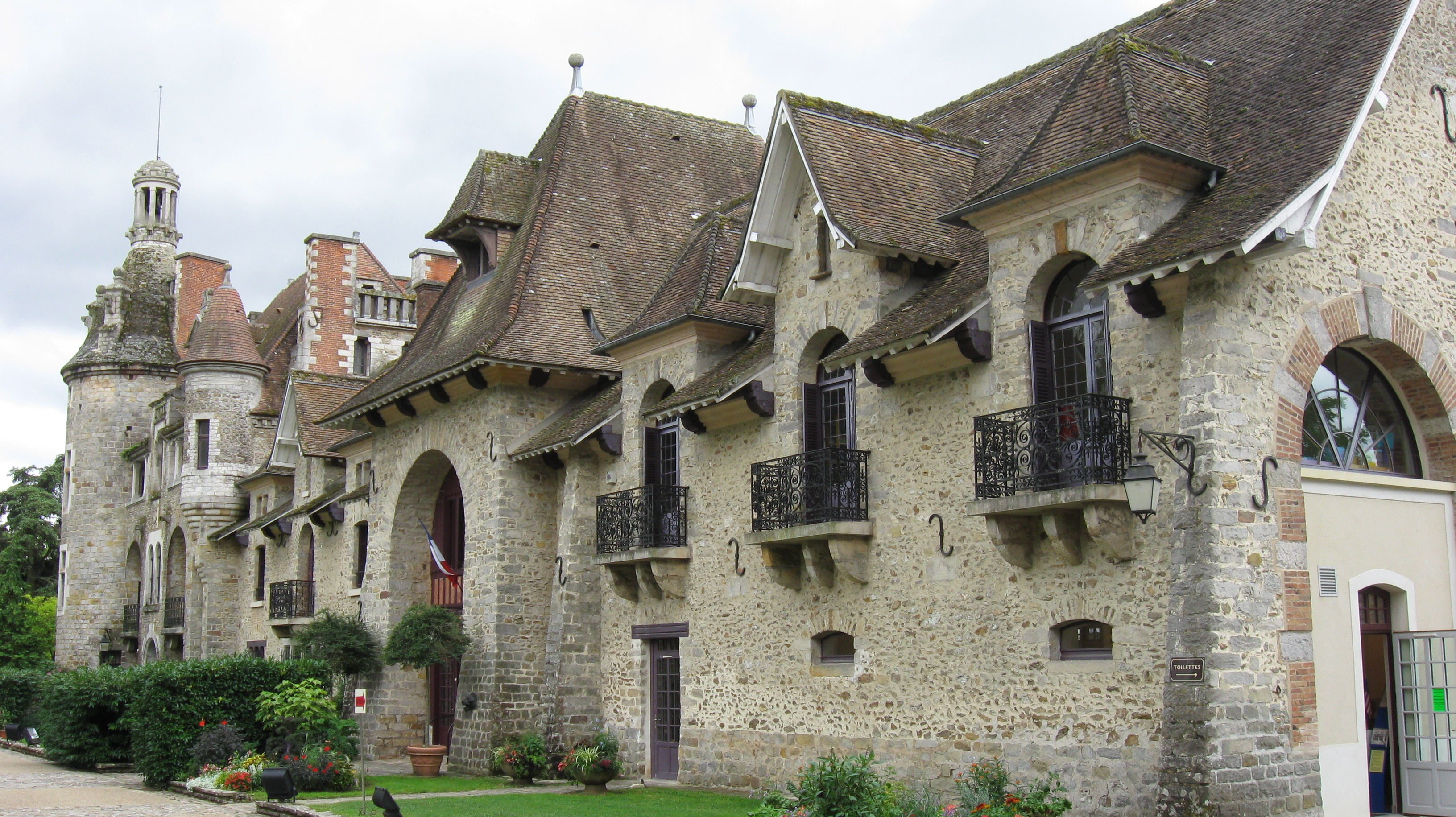
Le château des Dames.

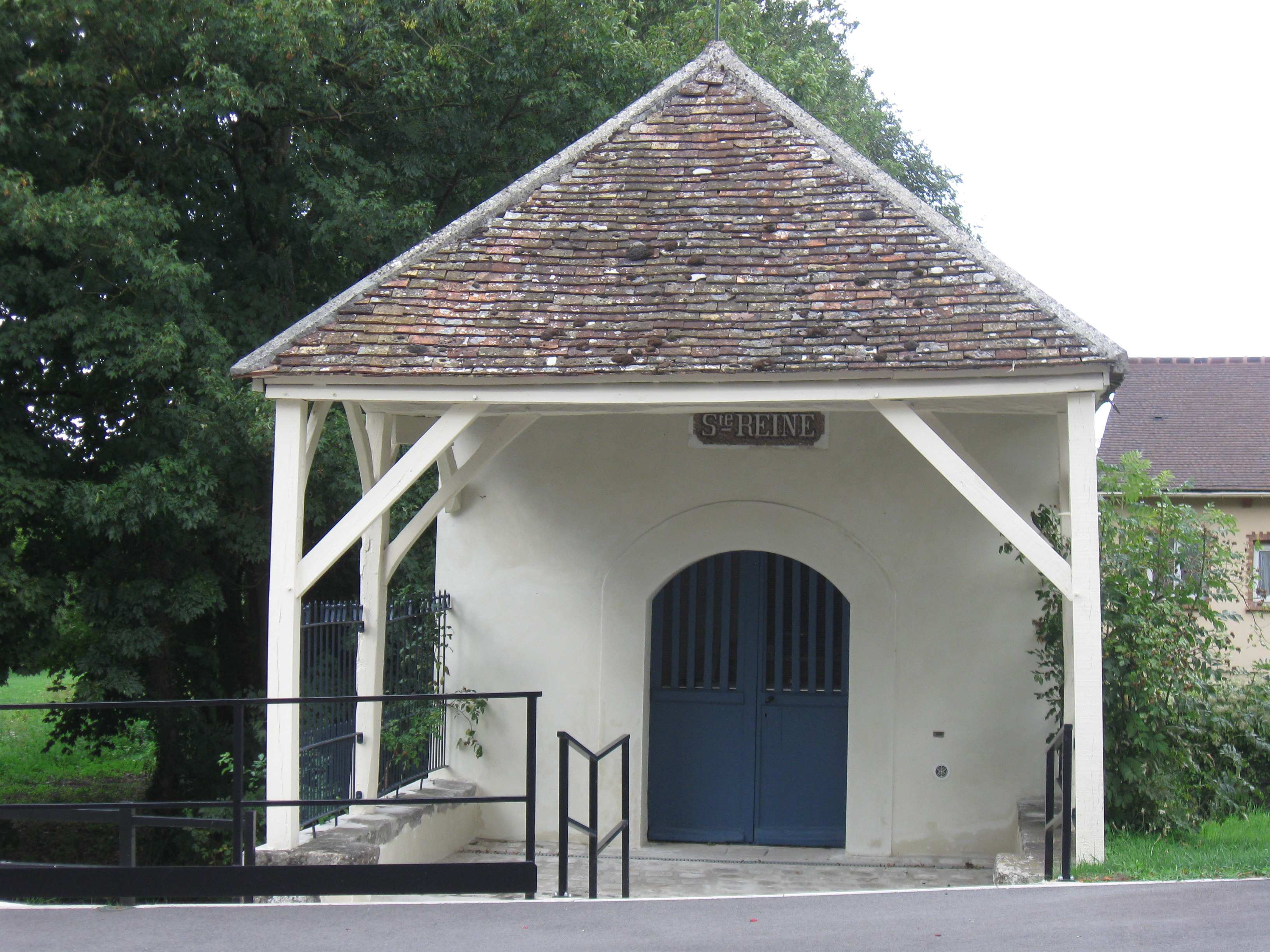
La chapelle Sainte-Reine.

### Lieux et monuments
- L'église Sainte-Marie-Madeleine  Classée MH ( 1921)[52],[53].

Au cœur du village, l'église, sous le vocable de la pénitente de Magdala, Sainte Marie-Madeleine, dresse fièrement son clocher jusqu'à 42 mètres du sol. La construction de l'édifice s'échelonne du XIIIe siècle pour les parties les plus anciennes (sanctuaire, chœur, transept), à la fin du Moyen Âge. Le clocher, point de mire de nombreuses routes des environs, est carré, à trois étages et couvert par une toiture briarde en double bâtière surmonté d'une flèche de charpente couverte d'ardoises. Le plan de l'église est relativement simple. L'ensemble paraît remonter à la première moitié du XIIIe siècle, malgré l'archaïsme des voûtes sexpartites du chœur. La nef, beaucoup plus sobre, à charpente apparente, témoigne d'une construction en plusieurs étapes relevant de commanditaires différents. Le chœur comprend deux travées voutées bordées au sud par une ancienne chapelle seigneuriale.
La charpente qui la couvre est un bel exemple de charpente médiévale, anciennement ornée d'un lambris remplacé aujourd'hui par un enduit de plâtre. La nef est bordée, au sud, par une galerie de bois qui fait office de porche et, au nord, par un bas-côté actuellement désaffecté. Contre le côté nord du chœur, s'élève le clocher de l'église dont les premiers étages paraissent dater du XIIIe siècle alors que les niveaux supérieurs n'ont été construits qu'à la fin de l'époque médiévale ou peut-être même durant l'époque classique.
- Le château des Dames restauré au XIXe siècle et son domaine transformé en centre culturel.
- Parc Sainte-Reine et chapelle Sainte-Reine.
- Le château du Bois-Louis.
- Le lavoir.

### Personnalités liées à la commune
- Louis Puissant (1769-1843), ingénieur géographe et mathématicien. Il est né au Châtelet-en-Brie.
- Auguste Rodin (1840 - 1917), sculpteur. Il venait au 3, rue du 26-août-1944 (à l’époque route de Melun). Cette maison était habitée par le docteur Vivier. Ami de Rodin, ce médecin soignait la compagne de celui-ci, Rose Beurret. Ayant le cœur fragile, elle venait se reposer au Châtelet-en-Brie.
- Giuseppe Sorrentino dit Joseph Platano (1883-1911), membre de la bande à Bonnot, mort au Châtelet-en-Brie.
- Roger Combrisson (1922-2008), homme politique. Il est né au Châtelet-en-Brie.

### Héraldique
|  | De gueules à la tour d’argent maçonnée de sable, mantelé d’azur à la fleurs de lys d’or à dextre et l’épi du même à senestre, au chevron aussi d’or brochant sur la partition. |